# Tormafölde
Tormafölde là một thị trấn thuộc hạt Zala, Hungary. Thị trấn này có diện tích 18,86 km², dân số năm 2010 là 354 người, mật độ 19 người/km².